# Połączone Zakony św. Łazarza z Jerozolimy i Najświętszej Marii Panny z Góry Karmel
Połączone Zakony Rycerski i Szpitalny św. Łazarza z Jerozolimy i Królewski Najświętszej Marii Panny z Góry Karmel (fr. Ordres Militaires et Hospitaliers de Saint-Lazare de Jérusalem, et Royaux de Notre-Dame du Mont-Carmel Reunis) powstały poprzez ustanowienie unii personalnej na stanowiskach wielkich mistrzów Rycerskiego i Szpitalnego Zakonu Św. Łazarza z Jerozolimy oraz Królewskiego Zakonu Rycerskiego Najświętszej Marii Panny z Góry Karmel w roku 1608.

## Geneza
Geneza tych połączonych zakonów jako jednej instytucji sięga historii jerozolimskiego Zakonu Św. Łazarza założonego w XI w. w Ziemi Świętej podczas pierwszej wyprawy krzyżowej.
W 1604 r. wielkim mistrzem zakonu świętego Łazarza we francuskim Dominium został wybrany Filibert markiz de Nerestang, bohater wojen religijnych, kapitan osobistej gwardii króla i jego osobisty przyjaciel. W tym samym roku król Francji Henryk IV – na prośbę wielkiego mistrza – ogłosił się suwerennym protektorem Zakonu Świętego Łazarza, który to odtąd przez ponad 200 lat pozostawał oficjalnie pod opieką królów Francji.
W 1607 r. Henryk IV utworzył nowy zakon rycerski pw. Najświętszej Marii Panny z Góry Karmel. Papież Paweł V ogłosił bullę Romanus Pontifex, w której zezwolił Henrykowi IV na tę fundację. Rok później nowy zakon połączył się z Zakonem Świętego Łazarza na zasadzie unii personalnej na stanowiskach wielkich mistrzów. Dozwolono wówczas rycerzom Świętego Łazarza na zawieranie związków małżeńskich. Ten swoisty związek został zaaprobowany przez papieża Innocentego X w 1645 r., gdy zatwierdził Karola-Achillesa, markiza de Nerestang „wielkim mistrzem Zakonów Najświętszej Marii Panny z Góry Karmel i Świętego Łazarza z Jerozolimy”. W 1668 r. unia między zakonami została potwierdzona bullą legata papieskiego, kardynała de Vendôme. Wielka Rada Francji uznała prawo do używania nadawanych przez zakony tytułów rycerskich.

## Historia
Sytuacja, w jakiej znaleźli się rycerze połączonych zakonów, przyniosła ekspansję ich działalności szpitalnej, do której przecież już od czasów ustanowienia zakonu Św. Łazarza byli powołani. Ze względu na to, iż troskliwość o chorych zawsze była ich głównym obowiązkiem, dochody państwa – pozostające jako ponadobowiązkowe – król nakazał przekazywać dla szpitali polowych i granicznych przez nich zarządzanych. Połączonym zakonom przekazano ponadto własności rozwiązanych zakonów: świętego Ducha z Montpellier, świętego Jakuba z Compostelli, świętej Katarzyny, świętego Ludwika z Boucheraumont, bożogrobców i Zakonu Najświętszej Marii Panny Domu Niemieckiego. W 1664 r. król Ludwik XIV potwierdził przywileje jerozolimskiego Zakonu Świętego Łazarza, opisując przy tym jego historię i genezę pojawienia się we Francji. Dalsze jego przywileje zostały potwierdzone przez papieża Klemensa XIII (1758-1769).
W czasie panowania króla Ludwika XIV zakony odtworzyły flotę wojenną (Armadę Świętego Łazarza), której wydzielona eskadra w sile 10 fregat broniła wybrzeży Bretanii, a inne jednostki zwalczały berberyjskich piratów i ochraniały szlaki handlowe na Morzu Śródziemnym. W Paryżu zakony powołały własną Akademię Morską, kształcącą oficerów marynarki wojennej.
W XVII w. zaszczytnego stopnia rycerza Świętego Łazarza mógł dostąpić jedynie członek Zakonu Najświętszej Marii Panny z Góry Karmel. Król Ludwik XV potwierdził swój protektorat nad Zakonem Świętego Łazarza w latach 1722 i 1767. W XVIII w. kawalerowie połączonych Zakonów Świętego Łazarza i Najświętszej Marii Panny z Góry Karmel przed uroczystościami gromadzili się w Klasztorze Ojców Karmelitów aux Bilettes w Paryżu, święta zaś obchodzili w kościele Świętego Hieronima w Paryżu.
Za czasów wielkiego mistrza hrabiego Prowansji nastąpiła reorganizacja połączonych zakonów. Przyjęcia do Zakonu Najświętszej Marii Panny z Góry Karmel ograniczono do trzech najlepszych absolwentów Królewskiej Szkoły Wojskowej rocznie. Zakon Świętego Łazarza zachował tradycyjną, elitarną formę rekrutacji nowych rycerzy. W 1788 r. Królewska Szkoła Wojskowa została rozwiązana i od tego czasu nikt już nie został przyjęty w poczet kawalerów Zakonu Najświętszej Marii Panny z Góry Karmel. Jednakże według ówczesnego prawa kanonicznego (kan.78) zakon rycerski przestawał istnieć dopiero w 100 lat od śmierci jego ostatniego członka (o ile w tym czasie nie zostanie odrestaurowany). Zakon Najświętszej Marii Panny z Góry Karmel formalnie przestał istnieć 1957 r.
Do końca monarchii Burbonów zakony utrzymywały kilkaset szpitali i wojskowych lazaretów na terenie całego francuskiego dominium. Posługa chorym i ubogim, pomoc w czasie klęsk i wojen zawsze stała na pierwszym miejscu wśród obowiązków i zadań rycerzy świętego Łazarza.
Po zwycięstwie rewolucji francuskiej i straceniu króla Francji jakobini upaństwowili wszelkie majątki kościelne w tym własności połączonych zakonów. Wydano rewolucyjny dekret o likwidacji wszystkich religijnych i rycerskich zakonów (co oczywiście nie likwidowało ich jako takich bo to uczynić mógł jedynie papież a nie władze antykościelnej rewolucji). W okresie jakobińskiego terroru i władzy Napoleona Bonapartego wielki mistrz połączonych zakonów przebywał na wygnaniu. Starał się kontynuować rekrutację jednakże już tylko w poczet kawalerów św. Łazarza, przyjmując w zakonne szeregi kandydatów z najznakomitszych rodów Europy, w tym m.in.: króla Szwecji Adolfa IV Gustawa, cara Rosji Pawła I – wielkiego mistrza zakonu maltańskiego – oraz jego dwóch synów: Aleksandra i Konstantego. Po przywróceniu monarchii Burbonów we Francji, zakon na krótko powrócił do przedrewolucyjnej świetności. Wielki mistrz hrabia Prowansji jako Ludwik XVIII objął władzę w Królestwie Francji i jako urzędujący suweren zrzekł się tytułu wielkiego mistrza (tak jak to robili jego świetni poprzednicy, gdy zostawali królami Francji) szanując historyczną niezależność zakonu św. Łazarza. W tym czasie zakon pozostawał pod kierownictwem jego namiestnika księcia de la Châtre (1814–1824), później zaś Rady Oficerów (1824–1840). Kolejne zaburzenia społeczne i polityczne, zakończone proklamowaniem tzw. monarchii lipcowej w 1830 r., spowodowały uchylenie wcześniejszych dekretów i rozwiązanie wszystkich francuskich królewskich zakonów rycerskich w tym Królewskiego Rycerskiego Zakonu Najświętszej Marii Panny z Góry Karmel. Nie dotyczyło to jednak jerozolimskiego zakonu świętego Łazarza, bowiem – choć korzystał on przez dwa wieki z protektoratu suwerennych królów Francji – pozostał jednak ponadnarodową organizacją militarną i szpitalną, zachowując pełnię swoich uprawnień.

## Insygnia
Właściwymi insygniami połączonych zakonów stały się ordery, które składały się z krzyża ośmioramiennego, z jednej strony zielono emaliowanego, w środku którego znajdowała się okrągła tarcza z przedstawieniem wskrzeszenia Łazarza. Na drugiej zaś stronie z krzyża purpurowego z wizerunkiem Najświętszej Marii Panny. Pomiędzy skrzydłami krzyża znajdowały się złote lilie. Osiem końców krzyża obsadzone było złotymi kulkami. Komandorzy i kawalerowie I klasy nosili ten krzyż na szerokiej wstędze zwieszanej z szyi oraz naszywaną na ubiór gwiazdę Zakonu. Kawalerowie II klasy na piersi, przy dziurce od guzika. Krzyż połączonych zakonów noszono na wstęgach purpurowych, aż do 1778, kiedy to rozdzielono insygnia obu zakonów. Krzyż większy symbolizujący tradycję św. Łazarza noszono na zielonej wstędze, a mały krzyż z wizerunkiem Najświętszej Marii Panny przy dziurce od guzika na wstążce purpurowej (tzw. krzyż nowicjatu, przyznawany absolwentom zakonnej Akademii Morskiej). Od 1830 po zniesieniu Zakonu NMP z Góry Karmel insygniami lazarytów stał się emaliowany zielony krzyż z białą bordiurą, w środku którego znajdowała się okrągła tarcza z wizerunkiem wskrzeszenia Łazarza. Na emaliowanym w te same barwy rewersie znajdowało się wyobrażenie Najświętszej Marii Panny. Między ramionami krzyża znajdowały się złote lilie. Krzyż zwieszano z wstęgi koloru zielonego.

## Strój zakonny
Rycerze połączonych zakonów w czasie świąt i państwowych uroczystości mieli obowiązek prezentować się w specjalnym ubiorze składającym się z białej atłasowej dalmatyki, na której znajdował się wielki zielono-purpurowo przedzielony krzyż (naszywany przez jej całość), oraz z długiego aksamitnego płaszcza rycerskiego komandorzy i kawalerowie I klasy zakonu nosili na lewym boku płaszcza rycerskiego oraz na cywilnym ubiorze obszyty złotym bajorkiem wyhaftowany zielony krzyż św. Łazarza z umieszczonym w jego środku białym krzyżem prostym. Na poprzecznej belce tego drugiego napisane były słowa wprowadzonej w XVIII w. dewizy zakonu: Atavis et Armis. Rogi tych belek były ozdobione kuleczkami. Głowy nakrywali czarnym biretem z czerwonymi piórami strusimi i jednym czaplim. Kapelani połączonych zakonów nosili czarne habity z naszytym zielono-purpurowo przedzielonym krzyżem.

## Wielcy mistrzowie
- Filibert, markiz de Nerestang (1604-1620) – wielki mistrz zakonu świętego Łazarza, a od 1608 r. także wielki mistrz Królewskiego Zakonu Najświętszej Marii Panny z Góry Karmel; od 1608 r. na zasadzie „unii personalnej” wielki mistrz połączonych Zakonów Rycerskiego Świętego Łazarza z Jerozolimy i Królewskiego Najświętszej Marii Panny z Góry Karmel
- Klaudiusz, markiz de Nerestang (1620-1639)
- Karol, markiz de Nerestang (1639-1644)
  - Izaak Tybald de Courville (1641-1645) – z nominacji wielkiego mistrza markiza de Nerestang zarządzał zakonami jako delegat zwierzchnika
- Karol-Achilles, markiz de Nerestang (1645-1673) – brat Karola dotychczasowego wielkiego mistrza
- François Michel Le Tellier de Louvois (1673-1691) – generalny wikariusz połączonych zakonów z przywilejami wielkiego mistrza z wyjątkiem prawa rządzenia zakonami poza granicami Francji. Minister wojny i budownictwa publicznego w rządzie króla Ludwika XIV. Uznawany przez historyków za najznamienitszego Ministra Wojny w historii królestwa.
- Philippe de Courcillon (1693-1720)
- Ludwik Burbon, książę de Chartres, później książę orleański, Andegawaenii, de Valois, de Nemours, de Montpensier, de Joinville, de La Roche-sur-Yon; hrabia de Beaujolais; par Francji (1720-1752) – syn i spadkobierca królewskiego regenta Filipa Orleańskiego; w czasie jego kadencji zakon był zarządzany przez Radę [czterech] Oficerów.
- Ludwik August de Bourbon, książę de Berry, następnie Delfin de Viennois (1757-1773) – szanując niezależność zakonu świętego Łazarza od wszelkiej władzy królewskiej zrzekł się funkcji wielkiego mistrza gdy stał się następcą tronu. W 1774 został królem Francji i Nawarry Ludwikiem XVI. Przyjął wtedy tytuł suwerennego protektora Zakonu Świętego Łazarza. Zamordowany przez ścięcie na gilotynie w czasie rewolucji francuskiej.

Ludwik Stanisław Ksawery de Bourbon, hrabia Prowansji i par Francji, następnie książę Andegawenii, d'Alençon, Brunoy; hrabia du Maine, Perche, de Senonches (1773-1814) – brat króla Ludwika XVI; po śmierci swojego bratanka Ludwika XVII (1795) ogłoszony królem Francji na uchodźstwie. W czasie emigracji przebywał m.in. w kurlandzkiej Mitawie. W 1771 ożenił się z Marią Józefą córką Wiktora Amadeusza III, króla Sardynii i wielkiego mistrza Zakonu Świętych Łazarza i Maurycego. Od 1788 jego decyzją przyjęcia do Królewskiego Zakonu Najświętszej Marii Panny z Góry Karmel zostały zaniechane. Nowi kawalerowie przyjmowani byli tylko w poczet Zakonu Świętego Łazarza. Gdy stał się urzędującym królem Ludwikiem XVIII w 1814 (szanując niezależność Zakonu Świętego Łazarza od wszelkiej władzy królewskiej) zrzekł się funkcji wielkiego mistrza. Przyjął wtedy tytuł Suwerennego Protektora Zakonu Świętego Łazarza.
- Od 1814 do 1830 pod protektoratem króla Ludwika XVIII i króla Karola X.
  - Klaudiusz Ludwik, książę de La Châtre, par Francji (1814-1824) – do śmierci generalny administrator i przewodniczący Rady Oficerów Zakonów Rycerskiego Świętego Łazarza z Jerozolimy i Królewskiego Najświętszej Marii Panny z Góry Karmel. Kanclerzem generalnym Rady Oficerów zaś był Ludwik du Prat-Taxis.
  - Rada Oficerów (1824-1840) – do śmierci w 1831 przewodniczył jej Jean Thérèse de Beaumont d’Autichamp, par Francji, następnie zarządzana przez trzech oficerów: kapelana Ojca Picota (także kapelana Wersalu); historiografa Józefa-Bon, Barona Daciera (do 1833); oraz herolda Augustyna-Franciszka, barona de Silvestre’a. W związku z usunięciem z tronu legalnego króla Karola X i protektora Zakonu Świętego Łazarza w 1840 Rada podjęła decyzję o zwróceniu się o protektorat do ówczesnego rezydującego w Ziemi Świętej katolickiego patriarchy Jerozolimy. Królewski Zakon Najświętszej Marii Panny z Góry Karmel jako instytucja zlikwidowanej legitymistycznej monarchii Burbonów przestał istnieć (według ówczesnego prawa kanonicznego, kan. 78) w sto lat po śmierci jego ostatniego członka, to jest w II poł. XX w.